# Emy von Briesen
Emie Frederike Caroline Louise von Briesen, auch Emmy von Briesen (* 24. Dezember 1857 Gut Wiesenhof in Merzig; † 16. Oktober 1936 in Noordwijk) war eine deutsche Malerin, Radiererin und Dichterin.

## Leben
Emie Frederike Caroline Louise, genannt Emy oder auch Emmy, war die Tochter des Landrats Constantin von Briesen und der Maria, eine geborene Gräfin Seyssel d’Aix (1821–1900), Tochter des Landrates Carl Theodor von Seyssel d’Aix. Sie wurde auf dem Gut Wiesenhof geboren, welches ihr Vater auf einem parkähnlichen Gelände erbaut hatte und ursprünglich zur Züchtung edler Rennpferde genutzt wurde.
Die Malerei studierte Emy von Briesen von 1877 bis 1882 als Privatschülerin des Malers Albert Baur, gefolgt von Studien der Tiermalerei bei Emmanuel Frémiet von 1885 bis 1886 in Paris. Danach war sie als Malerin und Schriftstellerin in Düsseldorf tätig, wo sie mit ihrer Mutter und der Schwester Adele (* 7. Dezember 1855 in Merzig; † 12. Januar 1909 in Rapallo) zuerst im Hofgärtnerhaus in der Jägerhofstraße lebte und nach dem Tod der Mutter in die Rosenstraße 45 zog.
Anfang 1900 ließ Emy von Briesen sich in Noordwijk aan Zee auf den hohen Dünen eine Villa, genannt „Haus Briesen“, erbauen, in welchem sie jeden Sommer mit ihrer Schwester lebte. Nach deren Tod zog sie gänzlich nach Noordwijk und es versammelten sich eine Gemeinde von Malern und Dichtern um sie. Eine ihrer Schülerinnen war Bertha A. P. P. Müller (* 1883 in Hehreren; † 1968 in Haarlem). Im Ersten Weltkrieg überließ Emy von Briesen ihr Haus, nun genannt „Malteserheim“, als Unterschlupf für internierte deutsche Offiziere.
Um 1922 nahm sie, besorgt über das Schicksal der Schwestern des Ordens der Franziskanerinnen van Heythysen, die sich bei ihrer Arbeit an ansteckenden Krankheiten wie Tuberkulose erkrankt waren, im „Haus Briesen“ auf, somit diese die Villa und eine weitere zu Sanatorien umbauen konnten. So entstand in Noordwijk das Sanatorium Sint-Jozef, welches bis Februar 1938 Bestand hatte. Emy von Briesen verstarb am 16. Oktober 1936 in ihrem Haus und wurde auf dem katholischen Friedhof am Gooweg in Noordwijk-Binnen beerdigt. Das Grab wie auch das Haus existieren nicht mehr.

## Werk
Sie malte vorwiegend Genrebilder, Porträts, religiöse Gemälde und fertigte einige Radierungen. Ein Altarbild Kommt her zu mir alle in der Pfarrkirche zu Kronenburg in der Eifel stammt von ihr. Emy von Briesen war auch als Schriftstellerin tätig. Ihr Lustspiel Ein berühmter Mann wurde 1876 im Stadttheater in Bad Homburg vor der Höhe aufgeführt. 1896 erschien in der Schrobsdorff’schen Buch- und Kunsthandlung zu Düsseldorf ein Mappenwerk mit sechs Dichtungen und Radierungen, 1904 Gedichte Die vier Temperamente.